# Sant Joan (Mallorca)
Die kleine Gemeinde von Sant Joan mit 2.228 Einwohnern (Stand: 2024) liegt im Zentrum der Baleareninsel Mallorca und grenzt an die Gemeindegebiete von Vilafranca de Bonany, Petra, Sineu, Lloret de Vistalegre, Montuïri und Porreres. Der gleichnamige Ort, der 1717 der Gemeindeeinwohner beherbergt, liegt etwa sechs Kilometer westlich von Petra und sieben Kilometer südöstlich von Sineu. Im Jahr 2006 betrug der Ausländeranteil der Gemeinde 14,1 % (262), der Anteil deutscher Einwohner 4,1 % (76).
Das Bauerndorf, in alten Tagen Alahamar genannt, umgeben von Hügeln, die aus der weiten Ebene des Pla aufragen, erhielt mit dem Flächennutzungsplan des Königs Jaume II im Jahre 1300 die Stadtrechte.

## Beschreibung
„Dieser Ort mit seinen einförmigen Gassen und grauen Häusern zählt 1532 Einwohner, die in 491 meist einstöckigen Häusern wohnen“, notierte vor 100 Jahren Erzherzog Ludwig Salvator in seinen „Balearen in Wort und Bild“. Mehr oder weniger trifft diese Beschreibung des kleinen Bauerndorfes in Mallorcas Mitte, der Ebene Es Pla, auch heute noch zu. Zwar zählt man mittlerweile 1717 Einwohner auf einer Fläche von 38,51 km2 und einige Häuser mehr, aber der eher etwas triste Dorfcharakter ist geblieben.

## Wirtschaft
Es ist eine Gemeinde, wo noch heute Ackerbau und Viehzucht die spürbarsten Erwerbszweige darstellen. Demzufolge spielen auch deren Erzeugnisse eine wichtige Rolle, wie z. B. die tomatiga de ramallets (zopfförmig gebundene Tomaten) und Wurstwaren, bekannt unter dem mallorquinischen Namen botifarrón, sowie die Prädikatswurst sobrasada de Mallorca.

## Sehenswertes
Sant Joan hat eine ungewöhnlich große Kirche, Sant Joan Baptista, deren Ursprünge auf das Jahr 1293 zurückgehen. Die Pfarrkirche besitzt eine prachtvolle Ausstattung mit einer Alabsterkanzel und einer wertvollen Deckentäfelung.
Im Jahr 1992 hat die Gemeinde jedoch eine Attraktion dazubekommen, eine touristische sogar:
Els Calderers. Dazubekommen ist eigentlich nicht ganz richtig, denn der riesige Gutsbesitz existierte schon einige Jahrhunderte. Nur war es bislang niemanden außer der Besitzerfamilie und ihren Freunden zugänglich. Das hat sich nun gründlich geändert. Allein im ersten Monat nach der Öffnung für die Allgemeinheit kamen 5000 Besucher, Insulaner und ausländische Touristen. Was sie zu sehen bekamen, war wahrscheinlich beeindruckend, einen intensiven Blick zurück in die Welt des mallorquinischen Landadels in einem feudalen Herrensitz, dessen Ursprünge weit zurückreichen.
Oberhalb der Ortschaft liegt das Santuari de la Consolacio, in dem eine Madonnenstatue gehütet wird. Eine Legende berichtet, dass diese Figur einst von einem Araberjungen unter einem brennenden Dornbusch gefunden wurde. Den Hauptaltar ziert ein Bildnis der Verge de la Consolacio.
- Santuari de la Mare de Déu de Consolació. 1 km vom Ortskern gelegen, erreicht man dieses schmucke Kirchlein am Ende eines breiten Treppenaufgangs, der ein interessantes Beispiel für die einheimische volkstümliche Bauweise ist. Erbaut im 13. Jahrhundert wurde die Kirche später ausgebaut und kürzlich renoviert.
- Puig de Sant Nofre. Zu Fuße des Berges wachsen wilde Oliven- und Johannisbrotbäume, Steineichen und Gesträuch, also eine der Sonne widerstehende anspruchslose Flora. Auf der Spitze liegt, heute einem Privatbesitz angehörig, die Ruine der Einsiedelei von Sant Onofre aus dem 15. Jahrhundert.
- Pfarrkirche Sant Joan Baptista. Einige Teile, wie das Seitenportal, entstammen dem ursprünglichen Gotteshaus aus dem 15. Jh. Von dem darauffolgenden Bau (1759–1791) zeugen der Glockenturm und die linken Seitenkapellen. In den Jahren 1927 bis 1939 wurde der Kirche ihr endgültige Gestalt auf der Grundform einer Basilika verliehen. Über die zwei Seitenschiffe und den Vorhof führt ein Balustradengang, in dem sich das Kirchenmuseum befindet.

- Katholisches Zentrum. Die Fassade wird von einem Bildnis des Fra Lluís Jaume gekrönt, einem Mönch, der Sant Joan evangelisierte und 1775 in Kalifornien als Märtyrer starb. Das Zentrum wurde 1922 erbaut und liegt auf der Plaça del Rey Juan Carlos I.

- „Els Calderers“. Zu Füßen der Einsiedelei des Puig de Bonany liegt dieses alte Landgut. Der für die herrschaftliche Bauweise des Pla, der mallorquinischen Zentralebene, repräsentative Besitz wurde im Jahre 1700 gebaut und gibt einen Einblick in die landadelige Lebensweise der damaligen Zeit. In den Stallungen und Gehegen werden alle Art von Tieren gehalten, vor allem einheimische Rassen; ferner kann man einen Weinkeller und landwirtschaftliches Gerät und Werkzeug in ihrer ursprünglichen Form erhaltenen Werkstätten besichtigen. Man erreicht das Museum über den Camí dels Calderers oder über die Carretera Palma-Manacor, bei Kilometer 37 liegt die Einfahrt.

### Feste
- Festa de Pa i Peix (Brot und Fisch), am 4. Sonntag der Fastenzeit
- Festa del Sol que Baila („Das Fest der tanzenden Sonne“) am 24. Juni.
- Festa de l’Estiu  (Sommerfest), am 29. August.
- Festa des Botifarró (Grillfest kennzeichnet das Ende des Sommers), im Oktober.

## Markt
Jeden Donnerstagmorgen findet der Wochenmarkt statt.

## Persönlichkeiten
In Sant Joan wurden der Ordensmann und Missionar Lluís Jaume Vallespir (1740–1775) sowie der Schriftsteller Rafel Ginard Bauçà (1899–1976) geboren.